# Weaving the Web
Weaving the Web: The Original Design and Ultimate Destiny of the World Wide Web by its inventor (Nederlands: De Wereld van het World Wide Web) is een boek uit 1999 geschreven door de Britse informaticus Tim Berners-Lee dat beschrijft hoe het wereldwijd web is ontstaan en zijn rol daarin.
In dit boek legt de uitvinder van het web uit waarom hij het web uitgevonden heeft, wat volgens hem de problemen ermee zijn en hoe hij de toekomst ervan ziet.
- Virtual International Authority File: 6764153411803441700000